# Ash Fork
Ash Fork és una concentració de població designada pel cens dels Estats Units a l'estat d'Arizona. Segons el cens del 2000 tenia 457 habitants.

## Demografia
Segons el cens del 2000, Ash Fork tenia 457 habitants, 149 habitatges, i 109 famílies La densitat de població era de 76,7 habitants/km².
Dels 149 habitatges en un 35,6% hi vivien nens de menys de 18 anys, en un 54,4% hi vivien parelles casades, en un 6,7% dones solteres, i en un 26,2% no eren unitats familiars. En el 22,1% dels habitatges hi vivien persones soles el 10,1% de les quals corresponia a persones de 65 anys o més que vivien soles. El nombre mitjà de persones vivint en cada habitatge era de 3,07 i el nombre mitjà de persones que vivien en cada família era de 3,45.
Per edats la població es repartia de la següent manera: un 28,7% tenia menys de 18 anys, un 13,6% entre 18 i 24, un 25,2% entre 25 i 44, un 21,4% de 45 a 60 i un 11,2% 65 anys o més.
L'edat mediana era de 34 anys. Per cada 100 dones de 18 o més anys hi havia 143,3 homes.
La renda mediana per habitatge era de 30.893 $ i la renda mediana per família de 36.875 $. Els homes tenien una renda mediana de 23.854 $ mentre que les dones 21.094 $. La renda per capita de la població era d'11.802 $. Aproximadament el 16,5% de les famílies i el 20,4% de la població estaven per davall del llindar de pobresa.

## Poblacions més properes
El següent diagrama mostra les poblacions més properes.